# جمرایا
جمرایا (به عربی: جمرایا) یک روستا در سوریه است که در استان ریف دمشق واقع شده‌است. جمرایا ۱٬۱۵۶ نفر جمعیت دارد.